# Yubeshi
Lo yubeshi è un tipo di wagashi (un dolce giapponese). Ha diverse varietà di gusto e di forma, le più comuni con noci o agrumi giapponesi (di solito lo yuzu ), e può essere rotondo o quadrato, ma tutte le varietà sono a base di riso glutinoso o farina di riso, zucchero e salsa di soia. 